# كليف يونغ
كليف يونغ (بالإنجليزية: Cliff Young)‏ هو لاعب كرة قاعدة أمريكي، ولد في 2 أغسطس 1964 في ويليس في الولايات المتحدة، وتوفي في 4 نوفمبر 1993 في مقاطعة مونتغومري في الولايات المتحدة.

## وصلات خارجية
- كليف يونغ على موقعبيزبول رفرنس.كوم (الدوري الرئيسي) (الإنجليزية)
- كليف يونغ على موقعبيزبول رفرنس.كوم (الدوري الثانوي) (الإنجليزية)